# Krzysztof Gedroyć
Jan Krzysztof Gedroyć (ur. 3 lipca 1953 w Białymstoku, zm. 30 września 2020 w Warszawie) – polski poeta, prozaik, historyk sztuki, wykładowca akademicki.

## Życiorys
Krzysztof Gedroyć urodził się w 1953 w Białymstoku w rodzinie Witolda i Reginy. Ukończył historię sztuki na Uniwersytecie Warszawskim. Był jednym z założycieli Interdyscyplinarnej Placówki Twórczo-Badawczej „Pracownia”, utworzonej w 1977 w Olsztynie. Działał w Teatrze Węgajty u jego początków (1982–84). Od 1988 przez dziewięć lat kierował Pantomimą Olsztyńską jako jej dyrektor i kierownik artystyczny. Od 1989 wykładał w Akademii Teatralnej im. A. Zelwerowicza w Warszawie. W latach 1999–2002 był prodziekanem Wydziału Sztuki Lalkarskiej w Białymstoku. Był jednym z fundatorów i przewodniczącym Kapituły Nagrody im. dr. Krzysztofa Kanigowskiego, przyznawanej od 2010 lekarzom z Podlasia, "leczącym człowieka, nie tylko chorobę". Mieszkał w Warszawie i w Bierźałowcach na Suwalszczyźnie.

## Twórczość
W 1996 był nominowany za zbiory wierszy do nagrody im. Jacka Bierezina. W 2000 wydał debiutancki tom poezji Kim, za który otrzymał nagrodę im. Kazimiery Iłłakowiczówny. Dwukrotnie otrzymał Nagrodę Literacką im. Wiesława Kazaneckiego, w 2004 za książkę Listy z dolnego miasta i w 2013 za książkę Piwonia, niemowa, głosy. W 2007 książka Przygody K była prezentowana w odcinkach na antenie Polskiego Radia Białystok, czytał Paweł Chomczyk. W 2014 czeskie Radio Vltava wyemitowało opowiadanie Akompaniament (Doprovod) w tłumaczeniu Petra Balajki. W 2020 tom poezji Bierżałowce został nominowany do Nagrody Poetyckiej im. K.I. Gałczyńskiego ORFEUSZ.

## Wybrane dzieła

### Poezja
- Kim, 2000
- Drabina, szpaki, dachy i kominy, 2001
- Bierżałowce, 2019

### Powieści
- Listy z dolnego miasta, 2003
- Przygody K., 2007
- Piwonia, niemowa, głosy, 2012; kryminał
- Piwonia odrodzona, 2018; kryminał

### Zbiory opowiadań
- Opowieści dla zziębniętej duszy: bajki dla dorosłych i starszych dzieci, 2010

### Antologie
- Kwiatki polskie. Antologia opowiadań, Fundacja Sąsiedzi 2022, ISBN 978-83-6691204-5